# 인터넷 연결 공유
인터넷 연결 공유(Internet Connection Sharing, ICS)는 인터넷에 연결된 한 컴퓨터가 근거리 통신망(LAN)에 있는 다른 컴퓨터와 인터넷 연결을 공유할 수 있게 해주는 윈도우 서비스이다. 인터넷 연결을 공유하는 컴퓨터는 게이트웨이 장치 역할을 한다. 즉, 다른 컴퓨터와 인터넷 간의 모든 트래픽이 이 컴퓨터를 통과한다는 의미이다. ICS는 LAN 컴퓨터에 DHCP(동적 호스트 구성 프로토콜) 및 NAT(네트워크 주소 변환) 서비스를 제공한다.
ICS는 윈도우 98 SE와 이후 개인용 컴퓨터용으로 출시된 모든 윈도우 버전의 기능이었다.

## 같이 보기
- 프록시 서버
- SOCKS